# Orogeneza hercyńska
Orogeneza hercyńska (orogeneza waryscyjska) – okres intensywnych ruchów górotwórczych zachodzących w paleozoiku, pomiędzy późnym sylurem a końcem permu. W ich wyniku powstały góry określane mianem hercynidów (waryscydów).
W orogenezie hercyńskiej wydziela się poszczególne fazy górotwórcze. Są to:
- faza palatynacka – perm/trias
- faza saalska – perm
- faza asturyjska – karbon górny
- faza kruszcogórska – karbon górny
- faza sudecka – karbon górny
- faza bretońska – karbon dolny
- faza liguryjska – dewon dolny
- faza eryjska – dewon dolny
- faza ardeńska – dewon dolny
- faza krakowska – sylur.

W Europie objęta nimi została głównie część środkowa: (Irlandia, Walia, Ardeny, środkowe Niemcy, Masyw Czeski), a główna faza miała miejsce na przełomie karbonu wczesnego i późnego (z wyjątkiem Uralu).
W Polsce w orogenezie hercyńskiej zostały ukształtowane Sudety i Góry Świętokrzyskie oraz głębokie podłoże Niżu Polskiego – monokliny przedsudeckiej i monokliny śląsko-krakowskiej.
Błędne jest określanie współczesnych pasm górskich jako powstałych w orogenezie waryscyjskiej (czy kaledońskiej), ponieważ wszystkie obecne góry powstały (zostały wypiętrzone, tworząc morfologiczne wyniesienie) w orogenezie alpejskiej. W czasie orogenezy hercyńskiej doszło do powstania gór, jednak po permie uległy one całkowitej erozji i zrównaniu. W czasie orogenezy alpejskiej, utwory sfałdowane i ewentualnie zmetamorfizowane wcześniej, zostały po raz drugi wydźwignięte jako góry zrębowe. Do tak ukształtowanych gór, sfałdowanych w orogenezie hercyńskiej, a wyniesionych powtórnie w orogenezie alpejskiej należą:
- Europa:
  - Wogezy
  - Rudawy
  - Schwarzwald
  - Harz
  - Sudety
  - Masyw Centralny
  - Góry Kantabryjskie
  - Góry Iberyjskie
  - Rodopy
  - Ural
- Azja:
  - Tienszan
  - Góry Czerskiego
- Ameryka Północna:
  - Appalachy
- Afryka:
  - Góry Smocze
  - Góry Przylądkowe
- Australia:
  - Wielkie Góry Wododziałowe
  - Góry Macdonnella.